# Penaltový rozstřel

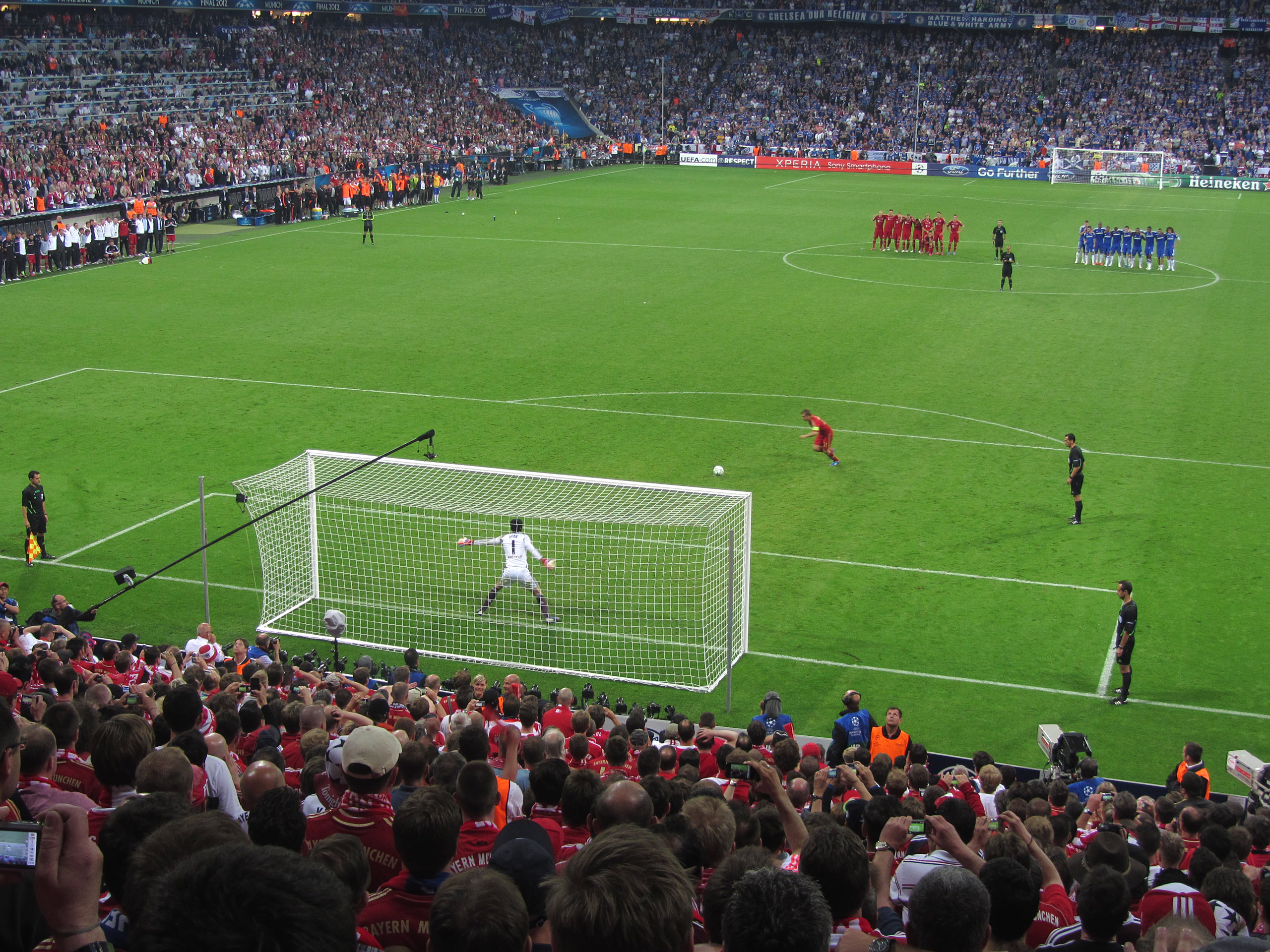
Penaltový rozstřel ve finále Ligy mistrů 2011/12 mezi Bayernem Mnichov a Chelsea

Penaltový rozstřel (oficiálně kopy z pokutové značky) je postup, jakým se ve fotbale a plážovém fotbale rozhoduje utkání, které musí podle pravidel soutěže přinést vítězství jednoho z týmů, ale přitom se v normální hrací době ani prodloužení nerozhodlo. Spočívá v provedení několika kopů podobných pokutovému kopu, přičemž vítězí mužstvo, kterému se z nich podaří vstřelit vyšší počet branek.
FIFA jej ve svých dokumentech označuje zkratkou PSO (penalty shoot-out).

## Historie
Před zavedením penaltových rozstřelů se v případě nerozhodného výsledku určoval vítěz typicky buď opakováním zápasu, nebo náhodně losováním (např. na ME 1968 do finále postoupila Itálie díky hodu mincí (když semifinále proti SSSR skončilo 0:0) a samotné finále se opakovalo, když první zápas skončil 1:1). Ale už před oficiálním zavedením rozstřelů se podobná řešení objevovala v některých lokálních soutěžích a turnajích.
Návrh na zavedení rozstřelu v dnešní podobě byl zveřejněn ve FIFA News v srpnu 1969, načež ho v roce 1970 schválila valná hromada IFAB.
Penaltové rozstřely se od sezóny 1970–71 používaly i v Poháru mistrů evropských zemí a Poháru vítězů pohárů. 30. září 1970 rozhodl rozstřel zápas prvního kola PVP mezi Honvédem a Aberdeenem. 4. listopadu stejného roku se rozstřel poprvé použil v zápase PMEZ, Everton FC díky němu vyhrál nad Borussií Mönchengladbach.
Prvním velkým turnajem, jehož vítěze určil penaltový rozstřel, bylo ME 1976 v Bělehradu, kdy finálový zápas Československa proti NSR skončil i po prodloužení 2:2; podle původního plánu UEFA se mělo finále za dva dny opakovat, avšak týmy se dohodly na penaltovém rozstřelu. Po neúspěšném pokusu Uliho Hoenesse rozhodl ve prospěch Československa Antonín Panenka a tím zajistil pro svou reprezentaci titul mistrů Evropy.

## Využití
Penaltový rozstřel se používá např. ve vyřazovací fázi turnajů, kde musí každý zápas skončit vítězstvím jednoho či druhého družstva (které postoupí do dalšího kola, zatímco poražený tým v soutěži končí); v soutěžích hraných systémem doma–venku na rozstřel dojde v situaci, kdy odvetný zápas skončí opačným výsledkem než první zápas a v prodloužení nepadne gól. Před ME 2008 bylo zavedeno nové pravidlo, podle kterého se pomocí penaltového rozstřelu rozhoduje také v případě rovnosti bodů i skóre mezi dvěma družstvy, která spolu hrají poslední zápas v základní skupině a tento zápas skončí remízou.
Penaltový rozstřel se tedy používá např. v Poháru FAČR, ve vyřazovací fázi (včetně finále) Ligy mistrů a Poháru UEFA apod.

## Provedení
Postup pro „kopy z pokutové značky“ stanoví Pravidla fotbalu v pravidle 10, „Určení výsledku utkání“.
V případě, že má dojít k rozstřelu, nejprve rozhodčí losováním mincí (ledaže by např. kvůli bezpečnosti či terénním podmínkám byla jedna z branek nepoužitelná) určí, na kterou branku se budou kopy provádět (branka se už v průběhu rozstřelu nemění, leda by to vynutily okolnosti). Poté provede další losování mincí a kapitán vítězné strany si zvolí, zda chce jeho družstvo v rozstřelu začínat či nechá začít soupeře.
Při provádění pokutových kopů smějí být na hrací ploše jen hráči účastnící se rozstřelu, rozhodčí a asistenti rozhodčího; všichni funkcionáři, náhradníci apod. musí být mimo hrací plochu, ve své technické zóně. Všichni hráči kromě brankářů a hráče, který zrovna bude provádět kop, se musí zdržovat uvnitř středového kruhu. Brankář družstva, které zrovna bude provádět kop, čeká těsně mimo pokutové území, poblíž brankové čáry. První asistent rozhodčího řídí vysílání hráčů ze středového kruhu k provádění kopů, druhý asistent pak na brankové čáře v případě potřeby pomáhá rozhodčímu rozhodnout, zda míč při kopu přešel celým objemem brankovou čáru.
Samotné kopy probíhají obdobně jako pokutový kop (jedná se však o zcela jinou herní situaci primárně definovanou jiným pravidlem), tzn. míč se postaví na pokutovou značku, brankář stojí v brance na brankové čáře a po signálu rozhodčího se hráč pokusí vstřelit branku, přičemž nesmí nesportovním způsobem zmást brankáře např. tím, že by se v rozběhu zastavil. Na rozdíl od běžného pokutového kopu zde však má hráč jen jednu šanci na vstřelení branky, pokud se např. brankáři podaří míč vyrazit, hráč už jej nemůže do branky dorazit a kop je v takovém případě vyhodnocen jako neúspěšný. Pokud se hráč provádějící kop dopustí přestupku, je kop vyhodnocen jako neúspěšný a hráč je napomenut žlutou kartou. Pokud se přestupku dopustí brankář, je kop opakován a hráč při prvním přestupku varován, při dalším přestupku pak napomenut.
Nejprve se provede pět kopů každého družstva, přičemž družstva se při kopech střídají. Pokud již před dokončením této pětice nastane situace, že jedno družstvo je o tolik úspěšnější, že druhé už není schopno ani vyrovnat (např. první jedno družstvo je při prvních třech kopech plně úspěšné, zatímco druhé z nich nevstřelilo ani jednu branku), zbytek kopů se neprovádí a příslušné družstvo vítězí. Naopak pokud je po této části počet vstřelených branek obou družstev stejný, rozstřel pokračuje po jedné brance, takže zvítězí družstvo, kterému se podaří vstřelit gól, zatímco soupeřův kop je neúspěšný.
Každý hráč se rozstřelu účastní pouze jednou (pokud však rozhodčí nařídí nějaký kop opakovat, musí jej provést stejný hráč, pokud není zraněn), na druhý kop smí nastoupit až poté, co se vystřídají všichni ostatní hráči jeho družstva, kteří se účastní rozstřelu, včetně brankáře (v případném druhém kole nemusí být pořadí shodné s prvním). Rozstřelu se účastní všichni hráči, kteří byli v okamžiku skončení doby hry na hrací ploše, případně kromě hráčů, kteří se zraní (a pokud má některé družstvo vyšší počet hráčů než druhé, vybere kapitán hráče, kteří se rozstřelu nebudou účastnit, a informuje o tom rozhodčího); náhradník může případně vystřídat jen brankáře, který není schopen pokračovat ve hře.
Pravidla považují kopy z pokutové značky za zcela oddělenou proceduru, která se koná až po skončení samotného utkání. Pokud se např. hráč, který byl v utkání napomenut žlutou kartou, dopustí při kopu přestupku a je napomenut žlutou kartou, není vyloučen.

## Statistika
Podle statistiky, kterou sestavili čtyři výzkumníci z anglické Open University na základě údajů o penaltových rozstřelech na významných turnajích, patří mezi nejúspěšnější mužstva z těch, které se účastnily alespoň pěti rozstřelů, Saúdská Arábie a Spojené státy s úspěšností 83 %. Ze států, které hrály alespoň jednou ve finále mistrovství světa (a ve statistice mají zaznamenán alespoň jeden rozstřel), je nejúspěšnější Československo (100% úspěšnost), nejméně úspěšná pak Anglie (úspěšnost 14 %):
| Mužstvo                    | Počet rozstřelů | Úspěšných | Úspěšnost |
| -------------------------- | --------------- | --------- | --------- |
| Československo (vč. Česka) | 2 (3)           | 2 (3)     | 100 %     |
| Argentina                  | 11              | 8         | 73 %      |
| Německo + NSR              | 7               | 5         | 71 %      |
| Brazílie                   | 11              | 7         | 64 %      |
| Francie                    | 6               | 3         | 50 %      |
| Švédsko                    | 2               | 1         | 50 %      |
| Uruguay                    | 8               | 4         | 50 %      |
| Itálie                     | 7               | 3         | 43 %      |
| Nizozemsko                 | 5               | 1         | 20 %      |
| Anglie                     | 7               | 1         | 14 %      |